# Доне Паро, Джино
Джино Доне Паро (итал. Gino Donè Paro, 18 мая 1924, Монастьер-ди-Тревизо — 22 марта 2008, Сан-Дона-ди-Пьяве) — итальянский революционер-интернационалист, участник итальянского движения Сопротивления и Кубинской революции.

## Биография
Окончив школу во время Второй мировой войны, стал партизаном, действующим в окрестностях Венецианской лагуны. После окончания войны переехал в Канаду, а затем на Кубу, где, в соответствии с латиноамериканскими традициями, прибавил к отцовской фамилии также и материнскую. В 1951 году в Гаване был занят на строительстве. В 1953 году через свою жену-кубинку познакомился с Алейдой Марч и супруги присоединились к революционному Движению 26 июля.
В 1954 году Джино Доне получил приказ от движения тайно сопровождать две группы молодых кубинцев в Мехико, где он познакомился с Фиделем Кастро и Че Геварой. Полностью включившись в революционную деятельность, Джино Доне Паро делился своим партизанским опытом и работал над военной подготовкой группы кубинцев в Мексике. В 1956 году вместе с другими участниками экспедиции отплыл на яхте «Гранма». Был удостоен звания лейтенант и служил в третьем взводе под командованием капитана Рауля Кастро.
После неудачной высадки и частичного разгрома десанта, нелегально вернулся в Санта-Клару, где совместно с Алейдой Марч организовал различные диверсионные операции. В 1957 году был командирован за границу для организации международной поддержки.